# Oreochromis niloticus
Oreochromis niloticus, även känd som niltilapia, är en fiskart som först beskrevs av Carl von Linné 1758.  Oreochromis niloticus ingår i släktet Oreochromis och familjen Cichlidae.

## Underarter
Arten delas in i följande underarter:
- O. n. tana
- O. n. niloticus
- O. n. eduardianus
- O. n. cancellatus
- O. n. vulcani
- O. n. baringoensis
- O. n. filoa
- O. n. sugutae